# Гемпиловые
Гемпиловые (лат. Gempylidae) — семейство лучепёрых рыб отряда скумбриеобразных (Scombriformes).
Обитают как правило, в очень глубоких водах. Распространение: в тропических и субтропических морях. Тело удлинённое; сжатое. Обычно с изолированными плавниками после анального и спинного. Спинной плавник длинный расположен по всему телу. У некоторых видов брюшной плавник редуцирован. Самые крупные виды, в том числе Thyrsites atun, вырастают до 2-х метров в длину.
Глубоководные бентопелагические рыбы. Некоторые виды имеют промысловое значение.
Рыбы семейства Gempylidae содержат в своём организме большое количество сложных восковых эфиров. Эти рыбы обычно известны как змеиная скумбрия, и включают в себя такие виды, как масляная рыба. Когда человек потребляет эту рыбу, восковые эфиры могут накапливаться в прямой кишке, вызывая диспептические явления и кериорею. Некоторые считают, что причиной этих явлений является гемпилотоксины, а состояние —  отравление рыбой.
Исследования показывают, что восковые эфиры составляют почти 20% массы тела гемпиловых рыб. Причина этого заключается в том, что эти рыбы не могут метаболизировать сложные восковые эфиры, которые естественным образом встречаются в их рационе. Сложные восковые эфиры накапливаются в теле рыбы, включая кожу и мышечную ткань. Сложные восковые эфиры состоят из жирных кислот и жирных спиртов. Эти продукты не перевариваются и не рассасывается. Поэтому, попав внутрь толстой кишки, гемпилотоксины оказывают слабительное действие.
Продавцы этих рыб иногда неправильно маркируют их как другие виды рыбы.
В научной статье 2018 года врачи, которые лечили трех человек с кериореей, отметили, что они употребляли сырую рыбу (суши) до того, как у них появились симптомы. Италия и Япония не разрешают продажу эсколарской рыбы в своей стране.

## Классификация
Существуют 26 видов, объединённых в шестнадцать родов:
- Род Diplospinus — Диплоспинусы
  - Diplospinus multistriatus — Многополосый диплоспинус, или полосатая макрель
- Род Epinnula — Эпиннулы
  - Epinnula magistralis — Глубоководная эпиннула
- Род Gempylus — Гемпилы, или Змеевидные макрели
  - Gempylus serpens — Змеиная макрель, или змеевидная макрель, или гемпил
- Род Lepidocybium — Эсколары
  - Lepidocybium flavobrunneum — Эсколар, или серая деликатесная макрель
- Род Nealotus — Неалоты
  - Nealotus tripes — Неалот, или чёрная змеевидная макрель
- Род Neoepinnula — Неоэпинуллы
  - Neoepinnula americana
  - Neoepinnula orientalis — Восточная неоэпиннула

- Род Nesiarchus — Незиархи
  - Nesiarchus nasutus — Носатый незиарх
- Род Paradiplospinus — Парадиплоспинусы

- Род Promethichthys — Прометихты, или прометеевы рыбы

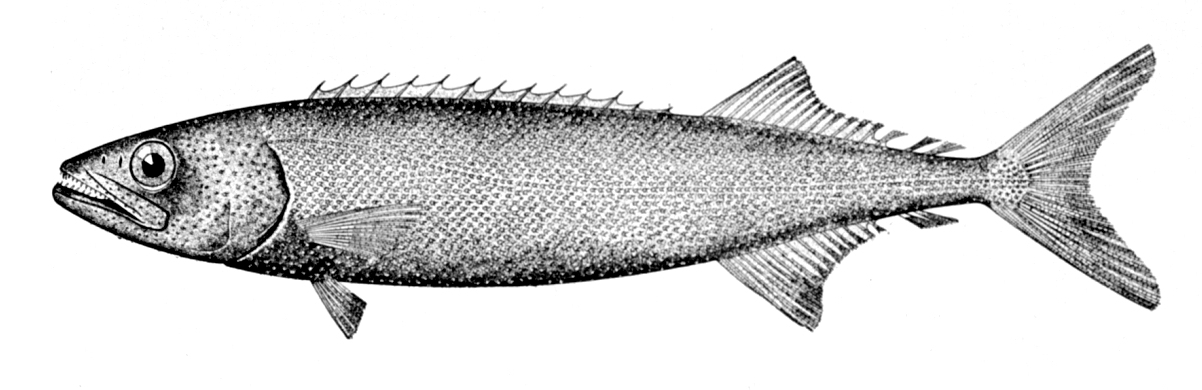
Носатый незиарх (Nesiarchus nasutus)

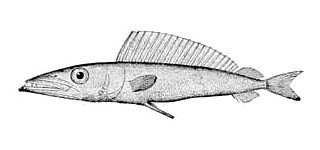
Прометихт (Promethichthys prometheus)

  - Promethichthys prometheus — Прометихт, или прометеева рыба
- Род Rexea — Рексии
- Род Rexichthys
  - Rexichthys johnpaxtoni
- Род Ruvettus — Руветы, или рыбы-масло
  - Ruvettus pretiosus — Рувета, или драгоценная рувета, или рыба-масло
- Род Thyrsites — Снэки, или барракуты
  - Thyrsites atun — Снэк, или барракута
- Род Thyrsitoides — Тирситоидесы
  - Thyrsitoides marleyi — Тирситоидес, или мимасея
- Род Thyrsitops — Тирситопсы
  - Thyrsitops lepidopoides — Тирситопс, или белая змеевидная макрель
- Род Tongaichthys — Тонгаихты
  - Tongaichthys robustus — Красный тонгаихт

Скомбролабракс (Scombrolabrax heterolepis), ранее ошибочно отнесённый к этому семейству, сейчас выделен в отдельное семейство Scombrolabracidae.